# Международный мастер по шахматной композиции
Международный мастер по шахматной композиции — звание, присваиваемое пожизненно за спортивные и творческие достижения Всемирной федерацией шахматной композиции. До 2010 года присваивалось конгрессами ФИДЕ по представлению Постоянной комиссии ФИДЕ по шахматной композиции (PCCC). Звание присваивается в двух дисциплинах — составление шахматных композиций и решение шахматных композиций.
Право на присвоение звания по составлению получает композитор, набравший в одном или нескольких Альбомах ФИДЕ не менее 25 баллов. За каждую опубликованную в Альбоме ФИДЕ задачу присуждается 1 балл, за этюд — 1,67 балла (Тбилиси, 1975). В случае соавторства количество баллов (1 или 1,67 за задачу или этюд соответственно) делится на количество авторов и результат присуждается каждому из композиторов.
Право на присвоение звания по решению получает спортсмен, дважды выполнивший норму международного мастера и достигший рейтинга решателей 2450.
Для выполнения нормы требуется достижение в соревновании перформанса 2550, при этом необходимо опередить хотя бы одного участника с рейтингом не ниже 2450.
На 2019 год звание присвоено 197 композиторам (без учёта тех, кто позже получил звание международного гроссмейстера), а также 44 решателям.
Всего на 2012 год было присвоено звание 212 композиторам:
| Год  | Композитор |
| ---- | --- |
| 1959 | (Honoris causa) А. Гербстман, С. Киппинг, К. Мэнсфилд, Я. Хартонг, А. Шерон, А. Эллерман |
| 1960 | Г. Каспарян, Л. Лошинский, В. Пахман |
| 1961 | Э. Виссерман, Н. ван Дейк, Л. Загоруйко, В. Руденко, В. Чеховер |
| 1965 | В. Корольков, Б. Линдгрен, Р. Мэттьюз, Д. Парош, Н. Петрович |
| 1966 | В. Брон, А. Вотава, Х. Лепушютц, А. Мандлер, Й. Фритз |
| 1967 | А. Акерблом, Д. Бакчи, Б. Барнс, Х. Бартолович, Я. Владимиров, А. Кикко, К. Фабель, В. Шпекман |
| 1968 | Х. Рем, Я. Харинг |
| 1969 | Т. Горгиев, Г. Надареишвили, П. Перконоя, Э. Погосянц, Дж. Райс, К. Саммелиус, В. Тура, В. Чепижный |
| 1971 | К. Голдсхмединг, А. Йохандль, И. Крихели, Э. Лившиц, В. Тявловский, И. Микан |
| 1973 | Й. Брейер, Г. Дрезе, П. тен Кате, Я. Кнёппель, Р. Кофман, Ал. Кузнецов, Л. Ларсен, К. Ганнеман, Э. Цеплер |
| 1974 | Г. Ломмер, Ш. Шнайдер |
| 1975 | Дж. Андерсон, А. Казанцев, А. Копнин, Е. Умнов, П. Книст, Г. Латцель, М. Нимейер |
| 1976 | В. Йёргенсен, М. Липтон, М. Миллиниеми, Я. Русек, П. Фараго (посмертно) |
| 1977 | В. Гебельт, Я. Ханнелиус, А. Хильдебранд, Э. Холледей |
| 1979 | Ф. Бондаренко, Э. Виртанен, Б. Коцдон, М. Шнайдер, А. Сарычев, Ф. Хлубна, В. Шнайдер, Л. Шведовский |
| 1980 | Д. Гургенидзе, Ан. Кузнецов, Л. Митрофанов, А. Феоктистов, А. Каса, А. Фоссум |
| 1984 | М. Велимирович, В. Каландадзе, А. Попандопуло, С. Шедей, Й. Корпонаи, Л. Линднер, П. Моутецидис, Ф. Салазар |
| 1985 | Ш. Зайдер |
| 1988 | В. Алайков, К. Гандев, Я. Валушка, Л-рд Кацнельсон, Н. Кралин, А. Карпати, А. Корани, Й. Реттер, П. Рушчиньски |
| 1989 | Й. Афек, Е. Богданов, А. Домбровскис, В. Ерохин, В. Мельниченко, В. Неидзе, Ю. Сушков, К. Венда, Ф. Пахль |
| 1990 | Ж. Буайе |
| 1992 | Ч. Видлерт, Д. Мюллер, М. Перссон, Н. Ш. Рам, Й. Хох |
| 1993 | У. Авнер, Ф. Давиденко, В. Лукьянов, Б. Шауэр |
| 1995 | П. Бенко, У. Дегенер, Ю. Гордиан, О. Перваков, А. Сочнев |
| 1996 | Ю. Брабец, Ж. Хайман |
| 1997 | Х. Принс |
| 2001 | К. Гамнитцер, Х. Гокель, З. Маслар, П. Гвоздяк, В. Копаев, К. Сиденхем, В. Сизоненко, Х. Фуйяксис |
| 2004 | В. Брух, Т. Линс, М. Трибовски, А. Кисляк, И. Сорока, З. Лабаи, В. Пильченко, Н. Рябинин |
| 2005 | Р. Ашванден, А. Бахарев, Ш. Дитрих, Б. Эллингховен, В. Дьячук, С. Н. Ткаченко, В. Котешовец, Л. Лачный, С. Совик, Х. Лоис, М. Паринелло, Дж. Сфикас, Я. Чак                                                                       |
| 2007 | А. Ажусин, В. Гуров, В. Коваленко, А. Селиванов, А. Стёпочкин, Н. Бакке, К. Джонс, Х. Капрос, Х. Лауэ, М. Риттирш, Т. Цирквиц, С. Смотров                                                                                         |
| 2008 | З. Гавриловски, М. Драгун, Г. Костеф, А. Мольнар |
| 2009 | А. Фролкин |
| 2010 | М. Квятковский, Т. ле Глёр, Ю. Лёринц, Ю. Маркер, А. Постников, Ф. Симони, С. Троммлер, К. Юнссон |
| 2011 | Ю. Базлов, А. Высокосов, Л. Макаронец, Д. Папак, М. Херцберг |
| 2012 | И. Агапов, П. Арестов, Р. Беккер, А. Василенко, Д. Вернер, М. Вицтум, М. Глинка, В. Диттман, Р. Залокоцкий, С. Захаров, В. Нефёдов, С. Осинцев, Я. Россомахо, Л. Салаи, А. Семененко, Д. Стойнич, Е. Фомичёв, М. Хоффман, Ф. Ципф |